# Луис Адриано
Луи́с Адриа́но де Со́уза да Си́лва (порт.-браз. Luiz Adriano de Souza da Silva; род. 12 апреля 1987[…], Порту-Алегри) — бразильский футболист, нападающий.
Наиболее известен по выступлениям за донецкий «Шахтёр», в котором провёл девять сезонов, выиграл шесть чемпионатов Украины и Кубок УЕФА 2008/09, а также стал лучшим бомбардиром в истории клуба. Также выступал за бразильский «Интернасьонал», итальянский «Милан» и российский «Спартак» (Москва). Сыграл четыре матча за сборную Бразилии. Двукратный обладатель Кубка Либертадорес в составе «Палмейраса».

## Биография
Луис Адриано родился в бразильском городе Порту-Алегри 12 апреля 1987 года. Его отец работал охранником на химическом заводе, а мама была домохозяйкой. У него есть ещё две сестры и два брата — Патрисия и Кэролайн, Мурильо и Фабиано. Мурильо тоже посвятил свою жизнь футболу, он играл за одну из команд штата Риу-Гранди-ду-Сул. В Порту-Алегри самый высокий уровень жизни среди бразильских штатов. Но Луис в интервью признаётся, что их семья жила в относительном достатке, тем более что родители были в разводе.
Впервые мальчик увлёкся футболом, когда ему было 8 лет. Играл с друзьями сутками напролёт. Мечтал стать похожим на Ромарио и Роналдо. А вот в общеобразовательную школу ходить не любил, часто прогуливал. В Порту-Алегри базируются два клуба — «Интернасьонал» и «Гремио». Но, по сути, у мальчика выбора не было. Так как все его родные болели за «колорадос», мыслей пойти в футбольную школу иного клуба у него даже не появлялось.

### Личная жизнь
У Луиса трое детей от первого брака — старшая дочь Алисия (родилась в феврале 2013 года в Донецке) и сыновья-близнецы Жуан Луис и Жуан Адриано (родились 9 сентября 2016 года).
14 ноября 2019 года он женился на русской девушке — Екатерине Дорожко. 19 декабря они обвенчались. В июне 2020 года Луис и Екатерина расстались и он завёл роман с бразильской моделью Лумой Симойнш.

## Клубная карьера

### «Интернасьонал»
В чемпионате Бразилии дебютировал летом 2006 года, в основном выходя на замену. В том сезоне «Интер» занял второе место, уступив только «Сан-Паулу». Эти же две команды разыграли финал Кубка Либертадорес 2006, по сумме двух матчей сильнее оказался клуб из Порту-Алегри (2:1 и 2:2). Луис Адриано в тех матчах участия не принимал.
По результатам Кубка Либертадорес «колорадос» получили право участвовать в Клубном чемпионате мира в декабре 2006 года. В Токио в полуфинале против египетского «Аль-Ахли» 19-летний Адриано вышел на замену при счёте 1:1 и забил победный мяч на 72-й минуте. В финале против «Барселоны» Луис вышел на замену во втором тайме при счёте 0:0, а на 82-й минуте победу бразильскому клубу принёс другой игрок, вышедший на замену — Адриано Габиру. Выступление в Японии привлекло к молодому форварду внимание ряда европейских клубов. В сезоне 2007 года Луис стал регулярно появляться в матчах Лиги Гаушу, в 8 играх он отметился одним забитым мячом. В феврале 2007 года, после возвращения с победного для бразильцев молодёжного чемпионата Южной Америки в Парагвае, участвовал в составе «Интернасьонала» в матчах Кубка Либертадорес.

### «Шахтёр» (Донецк)
2 марта 2007 года 19-летний нападающий перешёл в донецкий «Шахтёр», сумма трансфера составила 3 миллиона евро.
Первые годы Луис Адриано играл за «горняков» нерегулярно, в первых трёх сезонах чемпионата Украины он провёл в сумме всего 30 матчей и забил 8 мячей. Постепенно Луису удалось стать ключевым игроком дончан.
В сезоне 2008/09 бразилец отметился несколькими важными мячами в розыгрыше Кубка УЕФА. В марте 2009 года в ответном матче 1/8 финала нападающий забил второй мяч в ворота московского ЦСКА (2:0), что позволило украинскому клубу выйти в следующий раунд (в Москве «Шахтёр» уступил 0:1). В апреле Луис Адриано принёс «оранжево-чёрным» победу в ответном матче 1/4 финала против «Марселя». 20 мая 2009 года вышел в стартовом составе и забил первый мяч в победном финале против «Вердера» (победу «Шахтёру» в дополнительное время принёс бразилец Жадсон).
В сезоне 2009/10 нападающий забил 11 мячей в 23 матчах чемпионата Украины, а также 6 мячей в 12 матчах еврокубков. В частности, он забил 3 мяча в двух матчах против «Тулузы» в групповом раунде Лиги Европы УЕФА 2009/10 («Шахтёр» выбыл из турнира на стадии 1/16 финала, уступив «Фулхэму», Адриано отметился голом в проигранном матче в Лондоне). Следующий сезон также сложился успешно для бразильца: 10 голов в чемпионате Украины, 4 мяча в Кубке страны (включая один из мячей в победном финале против киевского «Динамо») и 4 мяча в еврокубках (три мяча в двух матчах Адриано забил в групповом раунде Лиги чемпионов в ворота «Браги» и ещё один в матче 1/8 финала против «Ромы» в Риме).

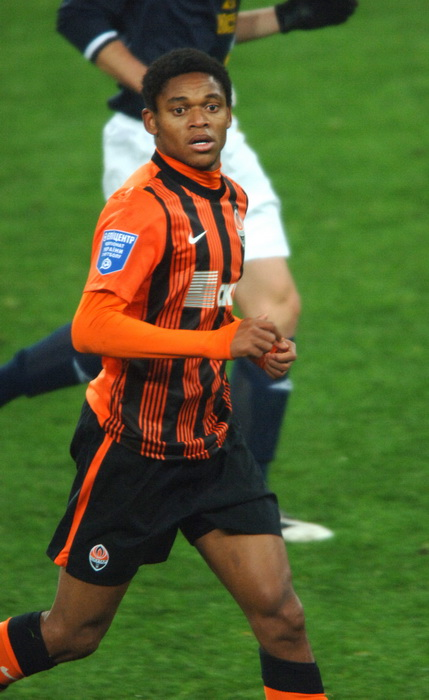
В составе «Шахтёра»

В сезоне 2011/12 Луис Адриано третий раз подряд преодолел отметку в 10 забитых мячей в чемпионате Украины (12 голов в 23 матчах), а также отметился тремя мячами в шести матчах группового раунда Лиги чемпионов (в ворота «Порту», «Зенита» и кипрского АПОЭЛа), однако «Шахтёр» неожиданно занял последнее место в группе и выбыл из еврокубков.
20 ноября 2012 года оформил хет-трик в гостевом матче Лиги чемпионов против датского «Норшелланна» («Шахтёр» победил 5:2, тем самым обеспечив себе выход в плей-офф). При этом первый гол при счёте 1:0 в пользу «Норшелланна» был забит после того, как Виллиан отдавал мяч хозяевам поля, в духе фейр-плей, а Луис Адриано перехватил мяч и без сопротивления со стороны соперника закатил в его в пустые ворота. После этого последовали бурные протесты хозяев поля. Поступок бразильца и последующие действия футболистов «Шахтёра» вызвали заметную реакцию европейских спортивных СМИ и футбольных экспертов, которые практически единодушно осудили действия игроков донецкой команды. Это был первый случай в истории Лиги чемпионов, когда игрок забил мяч в подобной ситуации. Главный тренер «Шахтёра» Мирча Луческу извинился за гол своего подопечного. За свой гол Луис Адриано получил дисквалификацию по 5-й статье дисциплинарного устава УЕФА («Принципы поведения»).
В плей-офф Лиги чемпионов 2012/13 «Шахтёр» проиграл дортмундской «Боруссии» (2:2 и 0:3), которая затем дошла до финала. В чемпионате в том сезоне Луис Адриано ограничился 7 голами в 19 играх. 8 мая 2013 года бразилец отметился дублем в полуфинале Кубка Украины в гостевом матче против «Севастополя» (4:2).
Сезон 2013/14 стал лучшим для нападающего в чемпионате Украины: он забил 20 мячей и впервые в карьере стал лучшим бомбардиром турнира (Адриано забил почти треть всех мячей «Шахтёра» в турнире). При этом Луис забил 9 мячей (включая 4 дубля) в последних 6 матчах чемпионата в апреле-мае 2014 года. Бразилец был признан лучшим футболистом чемпионата Украины целым рядом специалистов. Луис Адриано стал вторым бразильцем — лучшим бомбардиром чемпионата Украины, после Брандао (сезон 2005/06).
21 октября 2014 года в гостевом матче с белорусским БАТЭ отметился пента-триком, став вторым игроком после Лионеля Месси, забившим пять мячей в одном матче Лиги чемпионов, а также лучшим бомбардиром в истории «Шахтёра». Также в этом матче сделал самый быстрый «покер» в истории матчей Лиги чемпионов — 17 минут, обойдя предыдущих рекордсменов Дадо Пршо и Марио Гомеса на 7 минут. В ответном матче 5 ноября 2014 года забил три мяча. Луис Адриано стал четвёртым игроком в истории Лиги чемпионов, сделавшим три хет-трика после Филиппо Индзаги, Лионеля Месси и Марио Гомеса. При этом, кроме Луиса Адриано, среди бразильцев только Неймар сделал более двух хет-триков за всю историю Лиги чемпионов (по состоянию на конец 2020 года).
В чемпионатах Украины за свою карьеру Луис Адриано забил 77 мячей в 162 играх, но не сделал ни одного хет-трика, но при этом в его голевом активе 128 забитых мячей в официальных турнирах и он является лучшим бомбардиром в истории «Шахтёра».

### «Милан»
2 июля 2015 года перешёл в итальянский «Милан» за 8 миллионов евро, контракт рассчитан на 5 лет. Свой первый гол забил в кубковой встрече в ворота «Перуджи», обеспечив победу «россонери» со счётом 2:0. В чемпионате Италии забил свой первый мяч 29 августа в ворота «Эмполи», принеся победу миланцам 2:1. В первом тайме также отдал результативный пас на Карлоса Бакку. В целом первый сезон провёл неудачно, в чемпионате забил всего 4 мяча (1 — с пенальти) в 26 матчах. Лидером нападения «дьяволов» был Карлос Бакка, забивший 18 мячей в 38 играх. В следующем сезоне Адриано окончательно лишился места в стартовом составе, лишь изредка выходя на замены. 14 января 2016 года в СМИ появилась информация, что Луис Адриано переходит в китайский «Цзянсу Сунин» за 14 миллионов евро, но трансфер сорвался.
По итогам 2016 календарного года итальянское издание La Repubblica признало Луиса Адриано абсолютно худшим игроком в матчах чемпионата Италии. По оценкам издания бразилец в среднем получал оценку 5,288 по 10-балльной шкале в 13 сыгранных матчах в 2016 году. Второе место с результатом 5,423 балла в 13 матчах занял бывший защитник «Палермо» марокканец Ашраф Лазаар.

### «Спартак» (Москва)

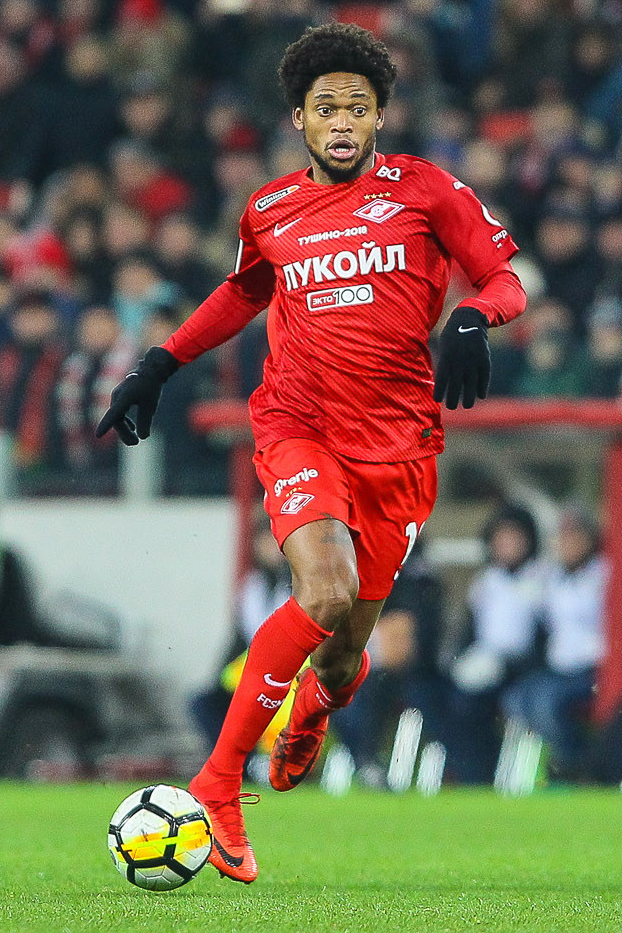
В составе «Спартака» в 2017 году

16 января 2017 года подписал контракт с московским «Спартаком», рассчитанный до 2020 года. Зарплата бразильца составила 3 миллиона евро в год плюс бонусы. Часть зарплаты по контракту с «Миланом», который истекал только летом 2020 года, компенсировал итальянский клуб. Луис Адриано повторил путь своего соотечественника и бывшего одноклубника по «Шахтёру» Фернандо, который перешёл в «Спартак» после сравнительного недолгого выступления за итальянский клуб («Сампдорию»). В первом официальном матче за команду Луис вышел в стартовом составе и отметился забитым мячом «Краснодару» в игре чемпионата России. Получив повреждение в этом матче, был вынужден пропустить следующую игру «Спартака» в чемпионате. Однако не всегда причиной пропуска игр служили травмы. Например, в игре с «Зенитом» в матча 4-го тура Адриано повёл себя довольно агрессивно. Возможно, его поведение было связано с явным проигрышем «Спартака». Уже в тот момент счёт был разгромным — 1:5 в пользу «сине-бело-голубых». Прямо на поле у Луиса произошла драка с Игорем Смольниковым, судья обоим вручил красные карточки и дисквалифицировал на два матча. 30 апреля, восстановившись от травмы, принял участие в дерби против ЦСКА и отметился голом на 32-й минуте матча. В этом сезоне стал чемпионом России, провёл 34 игры, забил 11 мячей и сделал 7 голевых передач в разных соревнованиях. 14 июля вышел в основном составе на победный матч Суперкубка России 2017 против московского «Локомотива» (2:1), забив первый гол в игре на 101-й минуте матча.
Мяч, забитый Луисом в ворота «Зенита» в матче 18-го тура, был признан болельщиками лучшим голом команды в 2017 году. По итогам опроса этот гол набрал 48,6 % голосов. Тот мяч бразильца оказался победным: «красно-белые» выиграли со счётом 3:1. В сезоне 2017/18 Адриано провёл за «Спартак» 25 матчей и забил 10 мячей. 14 августа 2018 года Адриано был удалён с поля на 33-й минуте ответного матча третьего раунда квалификации Лиги чемпионов с ПАОКом (0:0). Нападающий «красно-белых» нанёс защитнику греческой команды Хосе Анхелю Креспо удар в живот, за что получил прямую красную карточку .
В составе российского клуба форвард принял участие в 79 матчах, в которых стал автором 25 забитых мячей, а также отдал 15 результативных передач. Со «Спартаком» Луис Адриано становился чемпионом России, а также обладателем Суперкубка России.

### «Палмейрас»
30 июля 2019 года перешёл в «Палмейрас», подписав контракт на 4 года. Сумма трансфера составила 3 млн $, при этом «Спартак» получит 50 % от суммы сделки, если футболист будет продан. 12 августа в матче против «Байи» (2:2) Адриано дебютировал за новую команду. Нападающий вышел в стартовом составе, сыграл 69 минут, однако не отметился результативными действиями. 11 сентября в матче с «Флуминенсе» бразилец оформил хет-трик и тем самым помог «Палмейрасу» одержать победу со счётом 3:0.
10 марта 2020 года Луис Адриано забил три мяча в ворота парагвайского «Гуарани» и помог «Палмейрасу» одержать победу в матче группового этапа Кубка Либертадорес со счётом 3:1. Нападающий стал третьим игроком после Жадсона и Неймара, который сумел оформить хет-трики как в Кубке Либертадорес, так и в Лиге чемпионов УЕФА.
В январе 2021 года стал обладателем Кубка Либертадорес в составе «Палмейраса». В январе 2022 года спортивный директор «Палмейраса» Андерсон Баррос на пресс-конференции объявил, что Луис Адриано не входит в планы клуба, ему ищут новый клуб. 1 февраля 2022 года он расторг контракт с клубом, который действовал до середины 2023 года. Адриано выступал за «Палмейрас» с 2019 по 2021 года, сыграв за это время в 104 матчах, в которых забил 32 мяча и отдал 10 голевых передач, вместе с командой выиграл три трофея.

### «Антальяспор»
4 февраля 2022 года на правах свободного агента перешёл в «Антальяспор», подписав контракт до лета 2023 года. Дебютировал за клуб 6 февраля 2022 года в матче 24-го тура чемпионата Турции против «Бешикташа» (0:0), выйдя в стартовом составе. Первый мяч за «Антальяспор» забил 19 февраля 2022 года в матче 26-го тура чемпионата Турции против клуба «Ени Малатьяспор» (2:1). 21 февраля 2023 года расторг контракт с клубом. Всего за «Антальяспор» провёл 38 матчей во всех турнирах, забил восемь мячей и сделал четыре результативные передачи.

### Возвращение в «Интернасьонал»
22 февраля 2023 года перешёл в «Интернасьонал», заключив контракт до конца июня 2024 года. Адриано является воспитанником «Интернасьонала» и за него он дебютировал в профессиональном футболе. Первый матч после возвращения провёл 6 марта 2023 года в матче 10-го тура Лиги Гаушу против «Гремио» (1:2), выйдя на 62-й минуте вместо Педро Энрике. Свой первый мяч после возвращения забил 11 марта 2023 года в матче 11-го тура Лиги Гаушу против «Эспортиво» (4:1), отличившись на 35-й минуте. 29 июня 2023 года в матче 6-го тура Кубка Либертадорес против «Индепендьенте Медельин» (3:1) сделал «дубль», отличившись на 22-й и 27-й минутах. Всего за «Интернасьонал» провёл 50 матчей и забил семь мячей.

### «Витория» (Салвадор)
5 марта 2024 года перешёл в салвадорскую «Виторию».

## Карьера в сборной

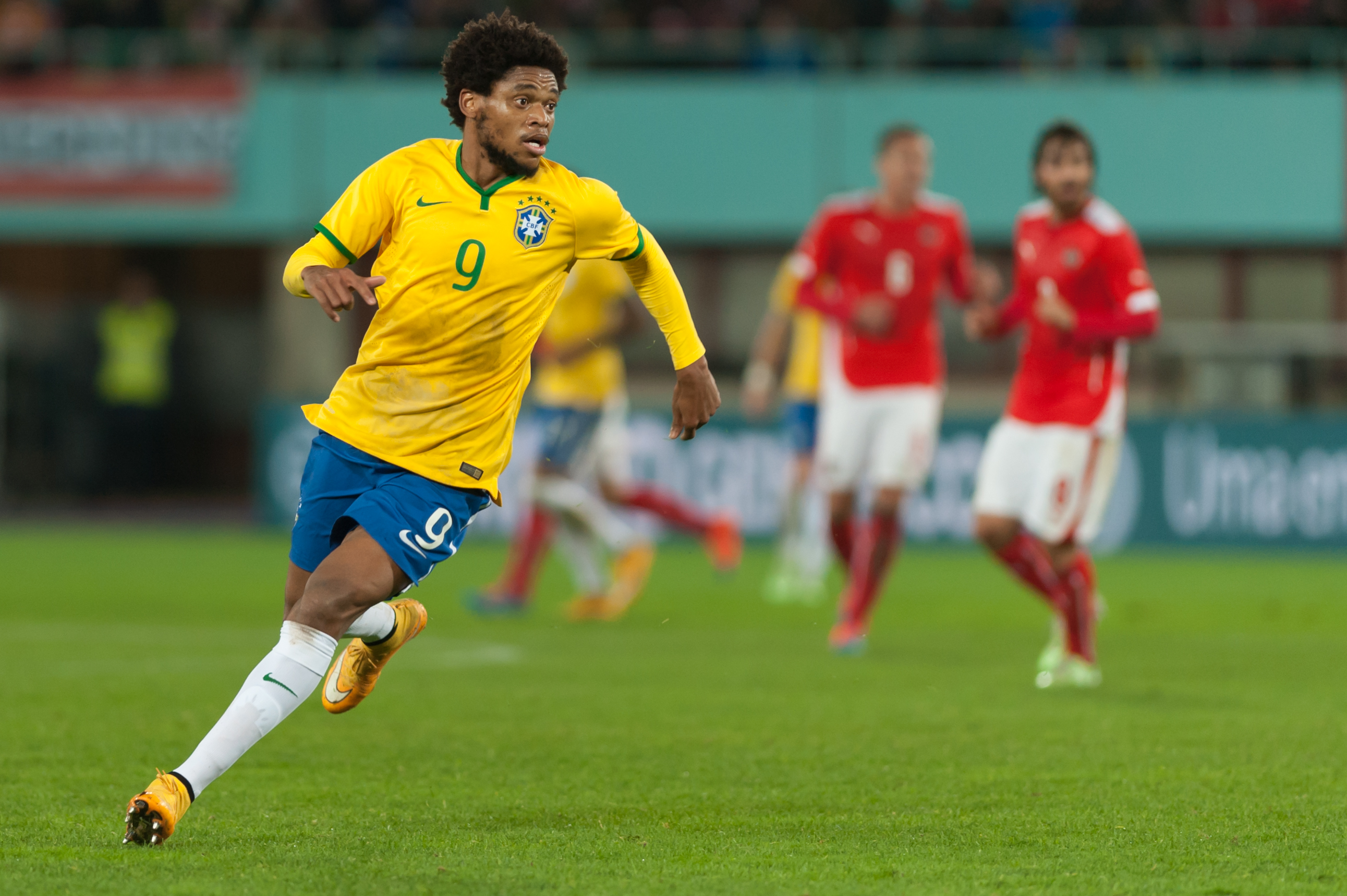
Луис Адриано в составе сборной Бразилии

В январе 2007 года Луис Адриано в составе молодёжной сборной Бразилии стал победителем молодёжного чемпионата Южной Америки, прошедшего в Парагвае. На турнире нападающий забил по мячу в ворота сборных Боливии (3:0) и Аргентины (2:2). Лидерами той бразильской сборной в нападении были Лукас Лейва из «Гремио» (4 забитых мяча) и 16-летний одноклубник Луиса Адриано по «Интернасьоналу» Алешандре Пато (5 мячей). В полузащите одним из лидеров был будущий партнёр Луиса Адриано по «Шахтёру» Виллиан из «Коринтианса».
12 ноября 2014 года в возрасте 27 лет дебютировал в национальной сборной Бразилии в товарищеском матче против Турции на Олимпийском стадионе Ататюрка в Стамбуле (4:0). Тренер Дунга выпустил Луиса Адриано в стартовом составе и заменил на 73-й минуте на Роберто Фирмино из «Хоффенхайма», для которого это также был дебют в сборной. 18 ноября в Вене нападающий сыграл в товарищеском матче против Австрии (2:1), вновь выйдя в стартовом составе и будучи заменённым на Фирмино, который забил победный мяч на 83-й минуте.
В марте 2015 года принял участие ещё в двух товарищеских матчах сборной Бразилии: против Франции (3:1) и Чили (1:0). В игре с французами на «Стад де Франс» Луис Адриано заменил Фирмино на 88-й минуте при счёте 3:1. В игре против Чили в Лондоне на стадионе «Эмирейтс» Луис Адриано вышел в стартовом составе, на 60-й минуте был заменён на Фирмино, который вновь забил победный мяч на 71-й минуте. После этого Луис Адриано за сборную не играл.

## Статистика

### Клубная
| Выступление      | Выступление      | Выступление      | Чемпионат | Чемпионат | Кубок | Кубок | Конт. | Конт. | Прочие | Прочие | Итого | Итого |
| Клуб             | Лига             | Сезон            | Игры      | Голы      | Игры  | Голы  | Игры  | Голы  | Игры   | Голы   | Игры  | Голы  |
| ---------------- | ---------------- | ---------------- | --------- | --------- | ----- | ----- | ----- | ----- | ------ | ------ | ----- | ----- |
| Интернасьонал    | Серия A          | 2006             | 13        | 1         | —     | —     | 2     | 1     | —      | —      | 15    | 2     |
| Интернасьонал    | Серия A          | 2007             | 8         | 1         | —     | —     | 1     | 0     | —      | —      | 9     | 1     |
| Интернасьонал    | Итого            | Итого            | 21        | 2         | —     | —     | 3     | 1     | —      | —      | 24    | 3     |
| Шахтёр (Донецк)  | Премьер-лига     | 2006/07          | 5         | 0         | 1     | 0     | —     | —     | —      | —      | 6     | 0     |
| Шахтёр (Донецк)  | Премьер-лига     | 2007/08          | 13        | 4         | 5     | 1     | 1     | 0     | —      | —      | 19    | 5     |
| Шахтёр (Донецк)  | Премьер-лига     | 2008/09          | 12        | 4         | 3     | 1     | 14    | 4     | —      | —      | 29    | 9     |
| Шахтёр (Донецк)  | Премьер-лига     | 2009/10          | 23        | 11        | 1     | 0     | 12    | 6     | —      | —      | 36    | 17    |
| Шахтёр (Донецк)  | Премьер-лига     | 2010/11          | 21        | 10        | 5     | 4     | 10    | 4     | 1      | 2      | 37    | 20    |
| Шахтёр (Донецк)  | Премьер-лига     | 2011/12          | 23        | 12        | 4     | 1     | 6     | 3     | 1      | 0      | 34    | 16    |
| Шахтёр (Донецк)  | Премьер-лига     | 2012/13          | 19        | 7         | 5     | 4     | 7     | 3     | 1      | 1      | 32    | 15    |
| Шахтёр (Донецк)  | Премьер-лига     | 2013/14          | 25        | 22        | 5     | 2     | 8     | 3     | 1      | 0      | 39    | 27    |
| Шахтёр (Донецк)  | Премьер-лига     | 2014/15          | 21        | 9         | 4     | 3     | 7     | 9     | 1      | 0      | 33    | 21    |
| Шахтёр (Донецк)  | Итого            | Итого            | 162       | 79        | 33    | 16    | 65    | 32    | 5      | 3      | 265   | 130   |
| Милан            | Серия A          | 2015/16          | 26        | 4         | 3     | 2     | —     | —     | —      | —      | 29    | 6     |
| Милан            | Серия A          | 2016/17          | 7         | 0         | 0     | 0     | —     | —     | —      | —      | 7     | 0     |
| Милан            | Итого            | Итого            | 33        | 4         | 3     | 2     | —     | —     | —      | —      | 36    | 6     |
| Спартак (Москва) | Премьер-лига     | 2016/17          | 8         | 2         | 0     | 0     | 0     | 0     | —      | —      | 8     | 2     |
| Спартак (Москва) | Премьер-лига     | 2017/18          | 25        | 10        | 4     | 1     | 8     | 3     | 1      | 1      | 38    | 15    |
| Спартак (Москва) | Премьер-лига     | 2018/19          | 23        | 6         | 2     | 0     | 5     | 1     | —      | —      | 30    | 7     |
| Спартак (Москва) | Премьер-лига     | 2019/20          | 3         | 1         | 0     | 0     | 0     | 0     | —      | —      | 3     | 1     |
| Спартак (Москва) | Итого            | Итого            | 59        | 19        | 6     | 1     | 13    | 4     | 1      | 1      | 79    | 25    |
| Палмейрас        | Серия A          | 2019             | 13        | 6         | 0     | 0     | 2     | 1     | 0      | 0      | 15    | 7     |
| Палмейрас        | Серия A          | 2020             | 24        | 10        | 7     | 2     | 9     | 5     | 14     | 3      | 54    | 20    |
| Палмейрас        | Серия A          | 2021             | 19        | 3         | 2     | 0     | 8     | 1     | 6      | 1      | 35    | 5     |
| Палмейрас        | Итого            | Итого            | 56        | 19        | 9     | 2     | 19    | 7     | 20     | 4      | 104   | 32    |
| Антальяспор      | Суперлига        | 2021/22          | 15        | 4         | 1     | 0     | —     | —     | —      | —      | 16    | 4     |
| Антальяспор      | Суперлига        | 2022/23          | 19        | 2         | 3     | 2     | —     | —     | —      | —      | 22    | 4     |
| Антальяспор      | Итого            | Итого            | 34        | 6         | 4     | 2     | —     | —     | —      | —      | 38    | 8     |
| Интернасьонал    | Серия A          | 2023             | 29        | 3         | 2     | 0     | 11    | 3     | 4      | 1      | 46    | 7     |
| Интернасьонал    | Серия A          | 2024             | —         | —         | —     | —     | —     | —     | 4      | 0      | 4     | 0     |
| Интернасьонал    | Итого            | Итого            | 29        | 3         | 2     | 0     | 11    | 3     | 8      | 1      | 50    | 7     |
| Всего за карьеру | Всего за карьеру | Всего за карьеру | 394       | 132       | 58    | 23    | 111   | 47    | 34     | 9      | 597   | 211   |

### Сборная Бразилии
| Матчи и голы Луиса Адриано за сборную Бразилии | Матчи и голы Луиса Адриано за сборную Бразилии | Матчи и голы Луиса Адриано за сборную Бразилии | Матчи и голы Луиса Адриано за сборную Бразилии | Матчи и голы Луиса Адриано за сборную Бразилии | Матчи и голы Луиса Адриано за сборную Бразилии | Матчи и голы Луиса Адриано за сборную Бразилии |
| №                                              | Дата                                           | Оппонент                                       | Счёт                                           | Голы                                           | Соревнование                                   |                                                |
| ---------------------------------------------- | ---------------------------------------------- | ---------------------------------------------- | ---------------------------------------------- | ---------------------------------------------- | ---------------------------------------------- | ---------------------------------------------- |
| 1                                              | 12 ноября 2014                                 | Турция                                         | 4:0                                            | —                                              | Товарищеский матч                              |                                                |
| 2                                              | 18 ноября 2014                                 | Австрия                                        | 2:1                                            | —                                              | Товарищеский матч                              |                                                |
| 3                                              | 26 марта 2015                                  | Франция                                        | 3:1                                            | —                                              | Товарищеский матч                              |                                                |
| 4                                              | 29 марта 2015                                  | Чили                                           | 1:0                                            | —                                              | Товарищеский матч                              |                                                |

Итого: 4 матча / 0 голов; 4 победы, 0 ничьих, 0 поражений.

## Достижения

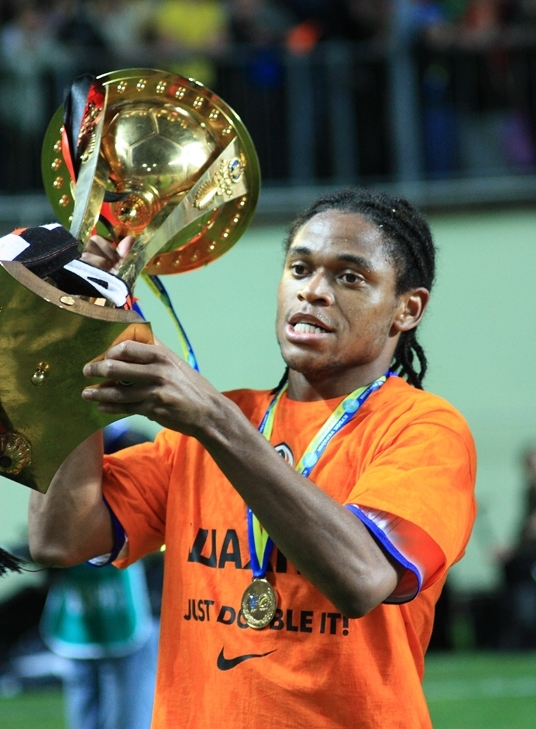
С Кубком Украины 2011 года

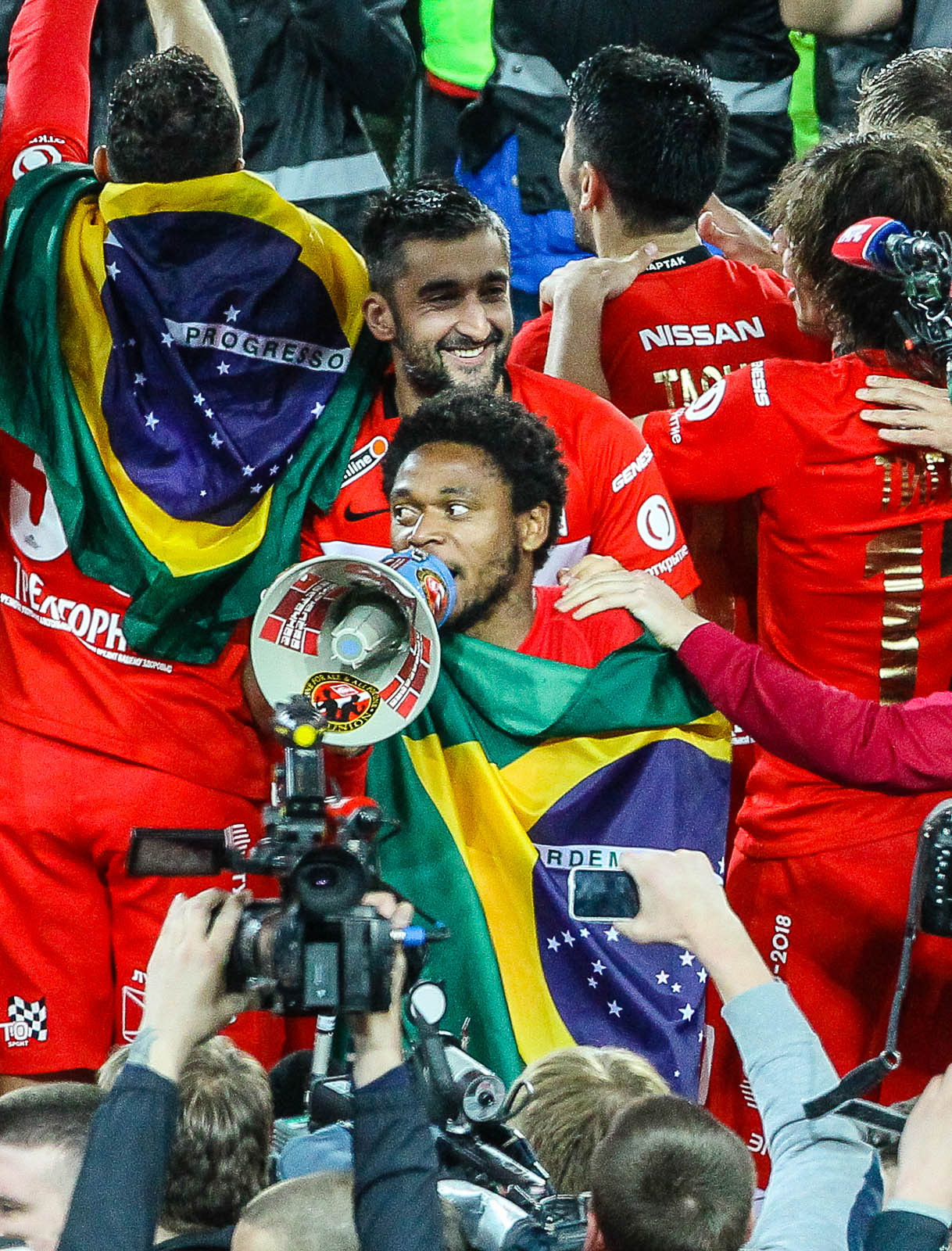
Луис Адриано празднует чемпионство вместе со «Спартаком»

### Командные
«Интернасьонал»
- Победитель Клубного чемпионата мира: 2006

«Шахтёр» (Донецк)
- Чемпион Украины (6): 2007/08, 2009/10, 2010/11, 2011/12, 2012/13, 2013/14
- Обладатель Кубка Украины (4): 2007/08, 2010/11, 2011/12, 2012/13
- Обладатель Суперкубка Украины (4): 2010, 2012, 2013, 2014
- Обладатель Кубка УЕФА: 2008/09

«Милан»
- Обладатель Суперкубка Италии: 2016

«Спартак» (Москва)
- Чемпион России: 2016/17
- Бронзовый призёр чемпионата России: 2017/18
- Обладатель Суперкубка России: 2017

«Палмейрас»
- Чемпион штата Сан-Паулу: 2020
- Чемпион Кубка Бразилии: 2020
- Победитель Кубка Либертадорес (2): 2020, 2021

### Личные

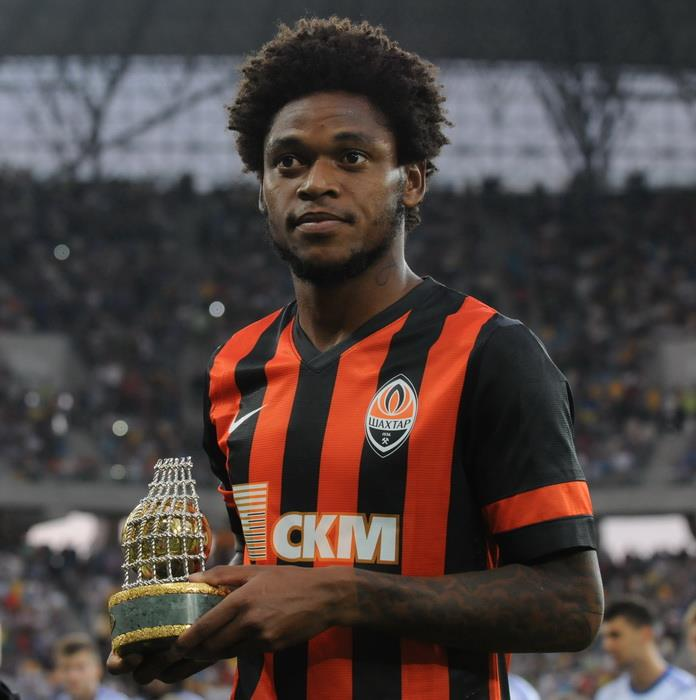
Адриано с наградой лучшему бомбардиру чемпионата Украины

- Лучший бомбардир чемпионата Украины (20 голов): 2013/14[50].
- Член бомбардирского Клуба Олега Блохина: 128 голов[51].
- Член бомбардирского Клуба Максима Шацких: 128 голов
- Лучший бомбардир в истории ФК «Шахтёр»: 128 голов.
- Кавалер ордена «За мужество» III степени (2009 год)[52]
- Автор «Гола десятилетия РПЛ»: 2021[53]